# Titularbistum Muteci
Das Bistum Muteci (italienisch diocesi di Muteci, lateinisch Dioecesis Mutecitana) ist ein Titularbistum der römisch-katholischen Kirche.
Es geht zurück auf ein ehemaliges Bistum in der gleichnamigen antiken Stadt in der römischen Provinz Mauretania Caesariensis im Norden von Algerien.
| Titularbischöfe von Muteci |                        |                                       |                  |                  |
| Nr.                        | Name                   | Amt                                   | von              | bis              |
| 1                          | Bienvenido M. Lopez    | Weihbischof in Manila (Philippinen)   | 3. Dezember 1966 | 27. April 1995   |
| 2                          | Fernando Sabogal Viana | Weihbischof in Bogotá (Kolumbien)     | 8. März 1996     | 1. Dezember 2013 |
| 3                          | Myron Joseph Cotta     | Weihbischof in Sacramento (USA)       | 24. Januar 2014  | 23. Januar 2018  |
| 4                          | Giovani Edgar Arana    | Weihbischof in El Alto (Bolivien)     | 27. März 2018    | 30. März 2021    |
| 5                          | Martin Ashe            | Weihbischof in Melbourne (Australien) | 14. Mai 2021     |                  |